# Lycosa singoriensis
Lycosa singoriensis là một loài nhện trong họ Lycosidae.
Loài này thuộc chi Lycosa. Lycosa singoriensis được Laxmann miêu tả năm 1770.

## Hình ảnh

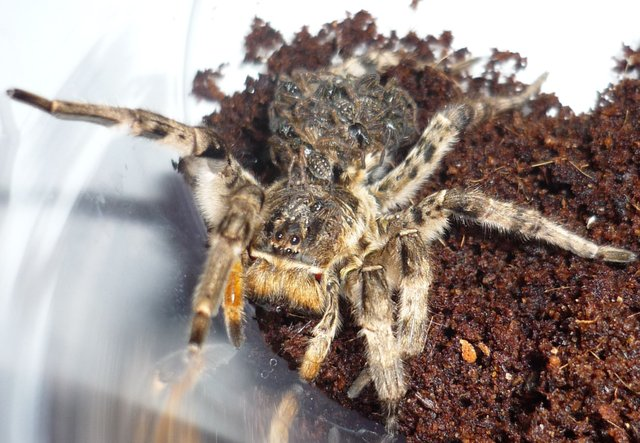
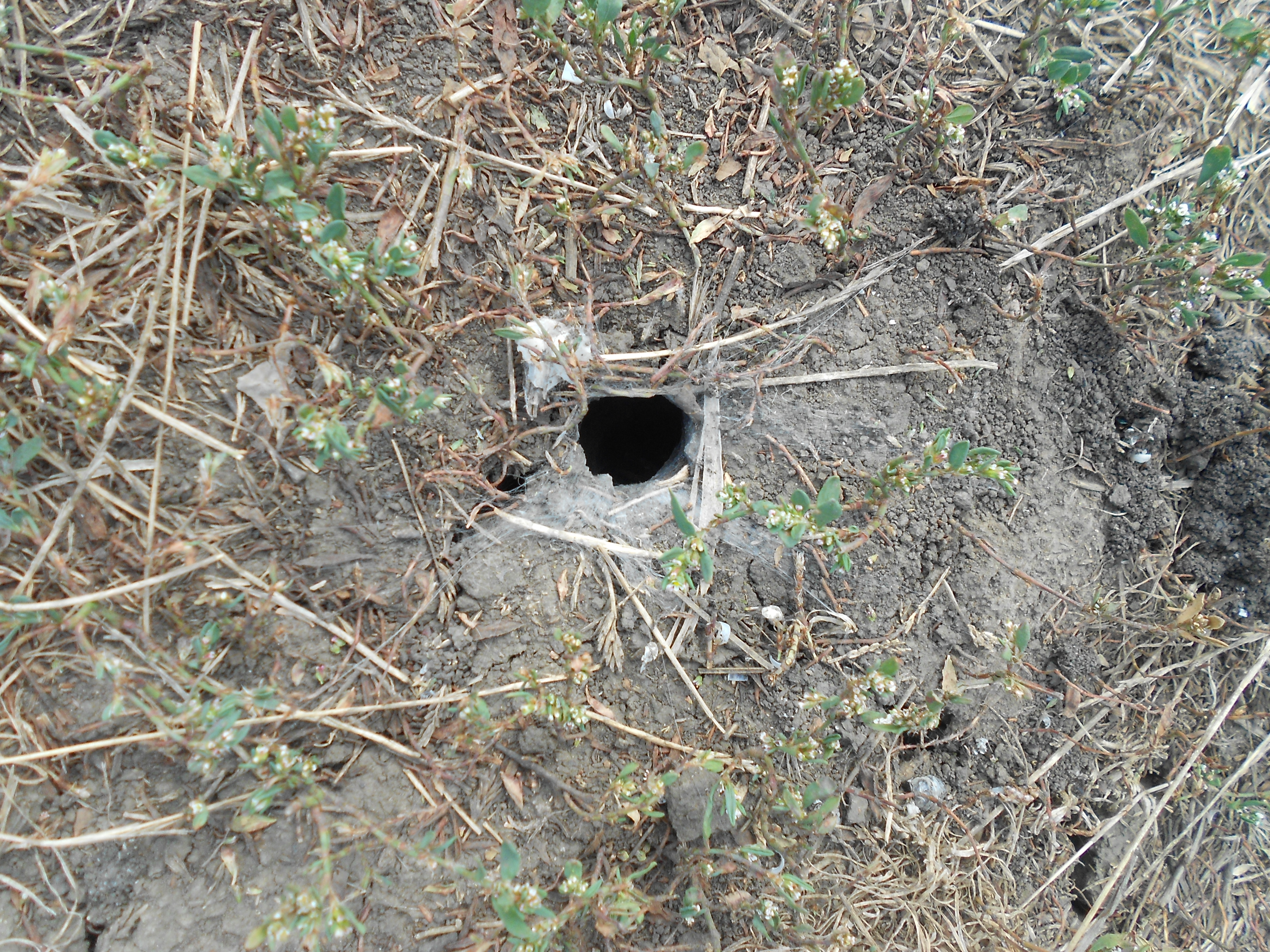
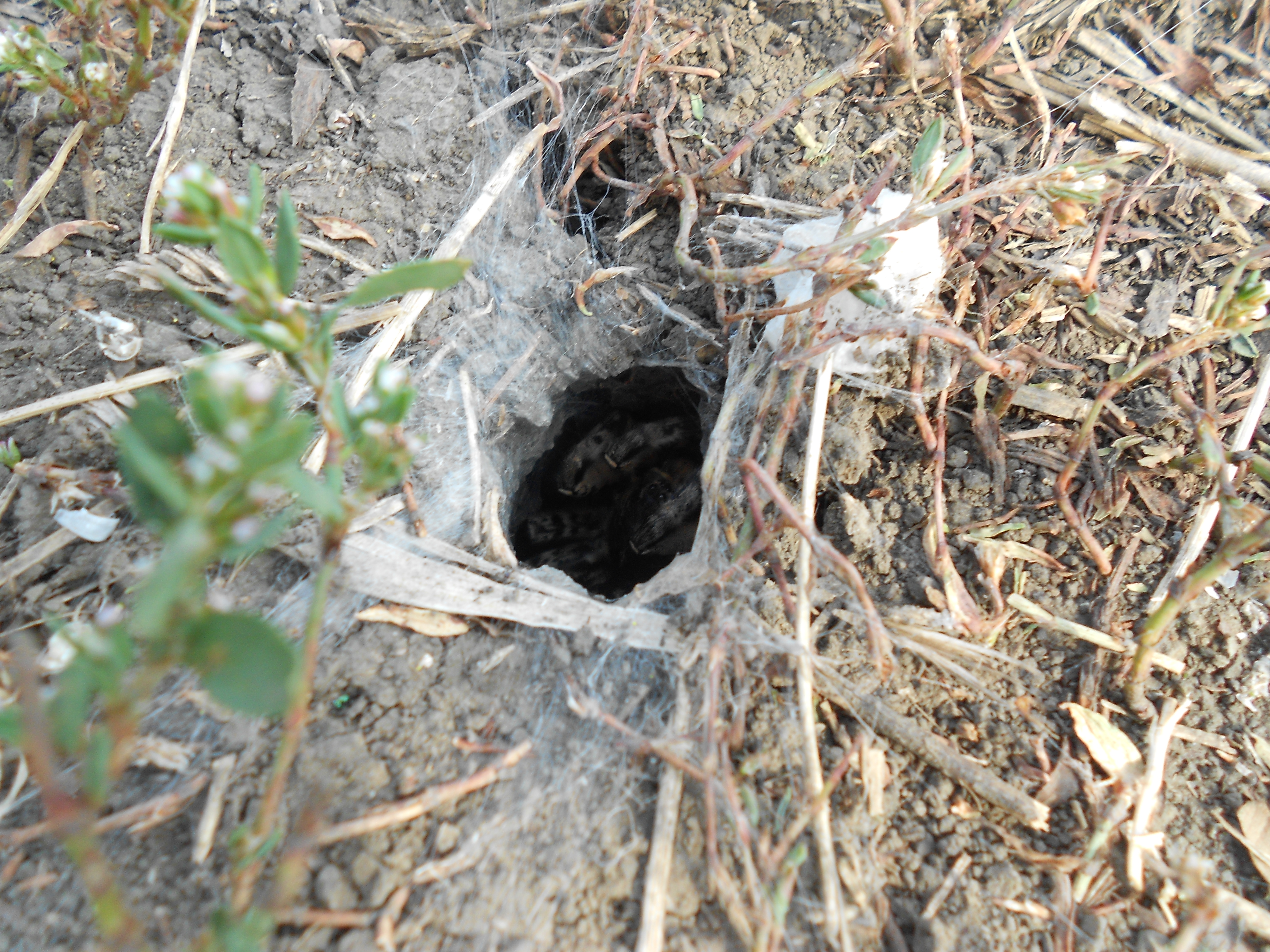
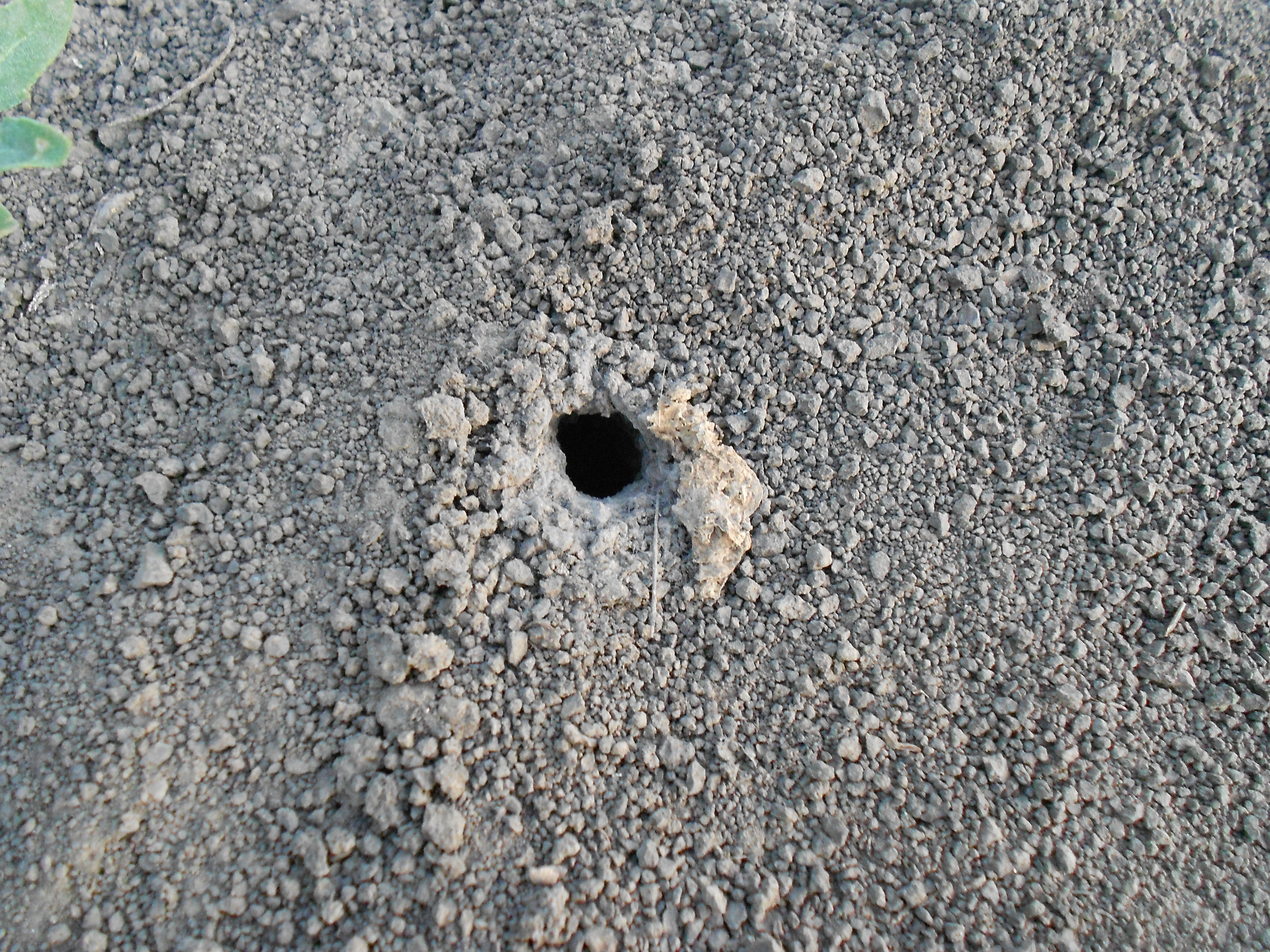